# Super Těžkej Pokondr
Super Těžkej Pokondr je první kompilační album popové kapely Těžkej Pokondr.
Bylo vydáno v roce 1999 v České republice a na Slovensku pod značkou BMG Ariola. Kapela toto album nezapočítává do své oficiální diskografie, protože bylo vydáno bez jejich vědomí, poté co od BMG Ariola odešli a podepsali smlouvu s vydavatelstvím Sony Music / Bonton s.r.o., i přesto je však uvedeno na jejich webových stránkách a dalších serverech. Kompilace obsahuje písně z alb Sbohem, Tvá Máňa, Víc než Gottzila, reedice Víc než Gottzila - Platinová edice a také jednu dříve nevydanou píseň.

## Seznam skladeb
| Pořadí | Název                                                                            | Hudba                                              | Text                           | Původní album                      | Délka |
| ------ | -------------------------------------------------------------------------------- | -------------------------------------------------- | ------------------------------ | ---------------------------------- | ----- |
| 1.     | Felicie (originál: Al Bano & Romina Power – Felicità)                            | Cristiano Minellono, Gino De Stefani, Dario Farina | Lou Fanánek Hagen              | Víc než Gottzila                   | 3:38  |
| 2.     | Zuby, zuby, zuby (originál: Modern Talking – Brother Louie '98)                  | Dieter Bohlen                                      | Vít Rotter                     | Víc než Gottzila                   | 3:26  |
| 3.     | Džíny (originál: Falco – Jeanny)                                                 | Rob Bolland, Ferdi Bolland, Falco                  | Lou Fanánek Hagen              | Víc než Gottzila                   | 5:37  |
| 4.     | Vodka mizí (originál: F. R. David – Words)                                       | F. R. David, Marty Kupersmith, Louis S. Yaguda     | Lou Fanánek Hagen              | Víc než Gottzila                   | 3:05  |
| 5.     | Táta (originál: Lunetic – Máma)                                                  | Stano Šimor                                        | Daniel Hádl, Lou Fanánek Hagen | Víc než Gottzila                   | 3:34  |
| 6.     | Kung-Fu fandím (originál: Bus Stop feat. Carl Douglas – Kung Fu Fighting)        | Biddu Appaiah                                      | Lou Fanánek Hagen              | Víc než Gottzila                   | 3:43  |
| 7.     | Je jaký je (originál: Karel Gott – Je jaká je (Drupi – Sereno è))                | Enrico Riccardi, Luigi Albertelli                  | Lou Fanánek Hagen              | Víc než Gottzila                   | 3:51  |
| 8.     | Strejda Honza (originál: Ottawan – Hands Up (Give Me Your Heart))                | Daniel Vangarde, Jean Kluger                       | Lou Fanánek Hagen              | Víc než Gottzila                   | 3:19  |
| 9.     | Prázdnej špajz (originál: Kim Carnes – Bette Davis Eyes)                         | Donna Weiss, Jackie DeShannon                      | Lou Fanánek Hagen              | Víc než Gottzila                   | 3:22  |
| 10.    | Zrady kul (originál: Boney M. – Daddy Cool)                                      | Frank Farian, George Reyam                         | Lou Fanánek Hagen              | Víc než Gottzila                   | 3:26  |
| 11.    | Jako supi (Frankie, promiň) (originál: Frank & Nancy Sinatra – Somethin' Stupid) | C. Carson Parks                                    | Lou Fanánek Hagen              | Víc než Gottzila                   | 2:52  |
| 12.    | GOTTZYMIX (mix písní z alba Víc než Gottzila)                                    | -                                                  | -                              | Víc než Gottzila                   | 5:03  |
| 13.    | Nájem zvedej (originál: Village People – Y.M.C.A.)                               | Henri Belolo, Jacques Morali, Victor Willis        | Lou Fanánek Hagen              | Víc než Gottzila - Platinová edice | 3:45  |
| 14.    | Šopák (originál: Gazebo – I Like Chopin)                                         | Pierluigi Giombini                                 | Lou Fanánek Hagen              | Sbohem, Tvá Máňa                   | 3:53  |
| 15.    | Žeton (Originál: Jane Birkin & Serge Gainsbourg – Je t'aime... moi non plus)     | Serge Gainsbourg                                   | Lou Fanánek Hagen              | Sbohem, Tvá Máňa                   | 4:51  |
| 16.    | Saša jede (originál: Laid Back – Sunshine Reggae)                                | Tim Stahl, John Guldberg                           | Ondřej Hejma                   | Sbohem, Tvá Máňa                   | 3:53  |
| 17.    | Sekera (originál: Gibson Brothers – Que sera mi vida (If You Should Go))         | Daniel Vangarde, Jean Kluger, Nelly Byl            | Roman Ondráček, Miloš Pokorný  | dříve nevydaná píseň               | 3:51  |
| 18.    | Nájem zvedej (Remix) (originál: Village People – Y.M.C.A.)                       | Henri Belolo, Jacques Morali, Victor Willis        | Lou Fanánek Hagen              | Víc než Gottzila - Platinová edice | 5:48  |